# Dryopteris ghatakii
Dryopteris ghatakii är en träjonväxtart som beskrevs av Fraser-jenk. Dryopteris ghatakii ingår i släktet Dryopteris och familjen Dryopteridaceae. Inga underarter finns listade.